# OAK Airport
OAK Airport is het metrostation op de internationale luchthaven van Oakland in de Amerikaanse Staat Californië. Het station ligt aan de Coliseum-Oakland International Airport Line van het BART netwerk. Deze lijn is aangelegd tussen het vliegveld en het dichtstbijzijnde metrostation aan de hoofdlijn. De dienst wordt niet onderhouden met metrostellen maar met een automatische cabinetaxi.